# Goudgele vezelkop
De goudgele vezelkop (Inocybe aurea) is een schimmel behorend tot de familie Inocybaceae. Hij vormt ect mycorrhiza. Hij komt voor op humusarme zandgronden bij dennen.

## Kenmerken

### Uiterlijke kenmerken
Hoed
De schimmel heeft een stralend gele hoed, waarvan het centrum met wit velum bedekt kan zijn. Met een diameter van 3 cm is de paddenstoel vrij klein. Het hoedoppervlak is glad en fijnkorrelig.
Steel
De steel is opvallend helder geeloranje. Hij heeft geen knol. Het is in het begin wittig met een tere cortina. Later wordt het geler.

### Microscopische kenmerken
De cystiden zijn zeer dunwandig (ca. 0,5 µm). De sporen zijn tot circa 10 µm lang en een beetje hobbelig.

## Verspreiding
De goudgele vezelkop groeit zowel in alpine terrein als op de vlakten. In Nederland komt hij zeer zeldzaam voor. Hij staat op de rode lijst in de categorie 'ernstig bedreigd'.